# Rowan Liburd
Rowan Liburd (Londra, 28 agosto 1992) è un calciatore nevisiano, attaccante del Chatham Town e della nazionale nevisiana.

## Carriera

### Club
Ha giocato 3 partite nella seconda divisione inglese con il Reading, trascorrendo poi tutto il resto della carriera nelle serie minori inglesi (mai al di sopra della quarta divisione).

### Nazionale
Ha esordito in nazionale nel 2019.
Ha partecipato alla CONCACAF Gold Cup 2023.

## Statistiche

### Cronologia presenze e reti in nazionale
| Cronologia completa delle presenze e delle reti in nazionale ― Saint Kitts e Nevis | Cronologia completa delle presenze e delle reti in nazionale ― Saint Kitts e Nevis | Cronologia completa delle presenze e delle reti in nazionale ― Saint Kitts e Nevis | Cronologia completa delle presenze e delle reti in nazionale ― Saint Kitts e Nevis | Cronologia completa delle presenze e delle reti in nazionale ― Saint Kitts e Nevis | Cronologia completa delle presenze e delle reti in nazionale ― Saint Kitts e Nevis | Cronologia completa delle presenze e delle reti in nazionale ― Saint Kitts e Nevis | Cronologia completa delle presenze e delle reti in nazionale ― Saint Kitts e Nevis |
| Data                                                                               | Città                                                                              | In casa                                                                            | Risultato                                                                          | Ospiti                                                                             | Competizione                                                                       | Reti                                                                               | Note                                                                               |
| ---------------------------------------------------------------------------------- | ---------------------------------------------------------------------------------- | ---------------------------------------------------------------------------------- | ---------------------------------------------------------------------------------- | ---------------------------------------------------------------------------------- | ---------------------------------------------------------------------------------- | ---------------------------------------------------------------------------------- | ---------------------------------------------------------------------------------- |
| 23-3-2019                                                                          | Paramaribo                                                                         | Suriname                                                                           | 2 – 0                                                                              | Saint Kitts e Nevis                                                                | CONCACAF Nations League 2019-2020 - Qualificazioni                                 | -                                                                                  | 46’                                                                                |
| 5-9-2019                                                                           | Saint George's                                                                     | Grenada                                                                            | 2 – 1                                                                              | Saint Kitts e Nevis                                                                | CONCACAF Nations League 2019-2020 - Fase a gironi                                  | -                                                                                  | 90’                                                                                |
| 8-9-2019                                                                           | Basseterre                                                                         | Saint Kitts e Nevis                                                                | 2 – 2                                                                              | Guyana francese                                                                    | CONCACAF Nations League 2019-2020 - Fase a gironi                                  | 1                                                                                  | 89’                                                                                |
| 10-10-2019                                                                         | Belmopan                                                                           | Belize                                                                             | 0 – 4                                                                              | Saint Kitts e Nevis                                                                | CONCACAF Nations League 2019-2020 - Fase a gironi                                  | 3                                                                                  | 43’ 67’                                                                            |
| 13-10-2019                                                                         | Basseterre                                                                         | Saint Kitts e Nevis                                                                | 0 – 1                                                                              | Belize                                                                             | CONCACAF Nations League 2019-2020 - Fase a gironi                                  | -                                                                                  |                                                                                    |
| 14-11-2019                                                                         | Basseterre                                                                         | Saint Kitts e Nevis                                                                | 0 – 0                                                                              | Grenada                                                                            | CONCACAF Nations League 2019-2020 - Fase a gironi                                  | -                                                                                  | 59’                                                                                |
| 24-6-2023                                                                          | Fort Lauderdale                                                                    | Trinidad e Tobago                                                                  | 3 – 0                                                                              | Saint Kitts e Nevis                                                                | Gold Cup 2023 - 1º turno                                                           | -                                                                                  | 78’                                                                                |
| 2-7-2023                                                                           | Santa Clara                                                                        | Giamaica                                                                           | 5 – 0                                                                              | Saint Kitts e Nevis                                                                | Gold Cup 2023 - 1º turno                                                           | -                                                                                  | 60’                                                                                |
| Totale                                                                             |                                                                                    | Presenze                                                                           | 8                                                                                  |                                                                                    | Reti                                                                               | 4                                                                                  |                                                                                    |

## Palmarès

### Club

#### Competizioni giovanili
- FA Youth Cup: 1

Chelsea: 2009-2010